# Valerij Zalužnyj
Valerij Fedorovyč Zalužnyj (in ucraino Вале́рій Фе́дорович Залу́жний?; Novohrad-Volyns'kyj, 8 luglio 1973) è un generale e diplomatico ucraino.
Dal 27 luglio 2021 all'8 febbraio 2024 è stato comandante in capo delle Forze armate ucraine e membro del Consiglio per la sicurezza e la difesa nazionale dell'Ucraina. È considerato uno dei generali ucraini dalla mentalità più aperta, in grado di comprendere i problemi dei soldati e dei sottufficiali. Essendo uno dei pochi alti ufficiali ucraini a non aver servito sotto l'Unione Sovietica, e avendo preso parte alla guerra in Donbass, ha un atteggiamento positivo nei confronti del rinnovamento delle forze armate da parte dei giovani e dell'abbandono delle dottrine militari sovietiche.

## Biografia
Nel 1989 si è diplomato alla scuola cittadina n. 9; successivamente ha frequentato l'istituto tecnico di Novohrad-Volyns'kyj, dove si è diplomato col massimo dei voti nel 1993. In seguito è entrato all'accademia militare di Odessa, laureandosi con lode nel 1997 dopo aver superato tutte le fasi del servizio militare: da comandante di plotone fino a comandante di battaglione.
Nel 2003 è entrato all'Università Nazionale della Difesa dell'Ucraina. Nel 2007 si è laureato con medaglia d'oro, ed è stato nominato capo di stato maggiore della 24ª Brigata meccanizzata "Re Danilo". Dal 2009 al 2012 è stato comandante della 51ª Brigata meccanizzata. Nel 2014 ha nuovamente frequentato l'Università Nazionale della Difesa, risultando il migliore del suo corso a livello operativo e strategico. Nel 2017 è stato capo di stato maggiore del Comando operativo "Ovest" delle forze terrestri. Nel 2018 ha servito come capo dell'ufficio operazioni delle forze armate. Il 9 dicembre 2019 è stato nominato comandante del Comando operativo "Nord".
Nel 2020 si è laureato presso l'Università Nazionale "Accademia Ostroh", ottenendo una laurea magistrale in relazioni internazionali. Il 27 luglio 2021 il presidente dell'Ucraina Volodymyr Zelens'kyj l'ha nominato comandante in capo delle Forze armate ucraine, e il giorno successivo membro del Consiglio per la sicurezza e la difesa nazionale dell'Ucraina. Uno dei suoi primi passi dopo la nomina è stato quello di consentire ai militari al fronte di aprire il fuoco in risposta agli aggressori senza il consenso dei superiori, concedendo una libertà operativa che ancora manca alle unità russe.
Il 4 marzo 2022, durante l'invasione russa dell'Ucraina, il presidente Zelens'kyj ha promosso Zalužnyj generale, il più alto grado esistente nelle Forze armate ucraine. A fine di settembre 2022 la rivista settimanale statunitense Time anticipa la copertina realizzata da Neil Jamieson sulla base di una foto di Gleb Garanich di Reuters per il numero del 10-17 ottobre 2022, dedicandola al generale Zalužnyj dopo il successo dell’offensiva di fine estate da parte dell’esercito ucraino, che ha visto la riconquista di una considerevole fetta di territorio della regione di Charkiv, nell’est dell’Ucraina.

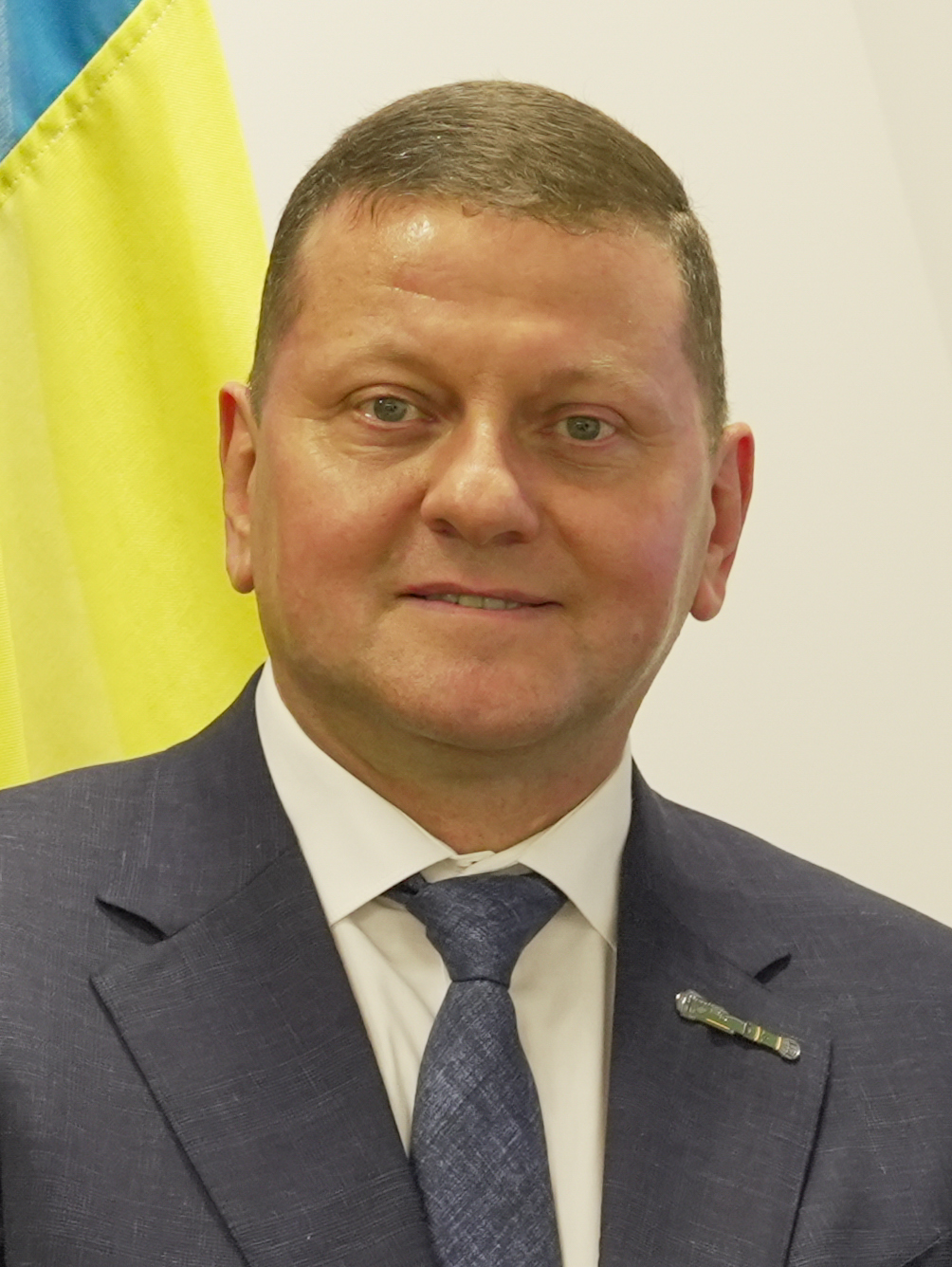
Zalužnyj in abiti civili nell'ottobre 2024

Nel corso del conflitto il generale è diventato tra le figure più di spicco dell'establishment ucraino, raggiungendo, nei sondaggi, tassi di approvazione dell'82% ed elevandosi a 'eroe nazionale' per aver tenuto testa all'esercito di Mosca.. A causa del fallimento della controffensiva estiva del 2023, che avrebbe dovuto liberare il sud dell'Ucraina, e in seguito a presunti scontri di potere col presidente Zelens'kyj, dopo diverse voci di corridoio diffuse alle testate giornalistiche occidentali, in data 8 febbraio 2024 Zalužnyj è stato ufficialmente rimosso dalla carica di comandante in capo delle forze armate ucraine, venendo sostituito dal colonnello generale Oleksandr Syrs'kyj. Il mese seguente il presidente lo ha nominato ambasciatore nel Regno Unito. Il 3 marzo 2025 è stato inoltre nominato rappresentante permamanente dell'Ucraina presso l'Organizzazione marittima internazionale.